# Iliá Stárinov

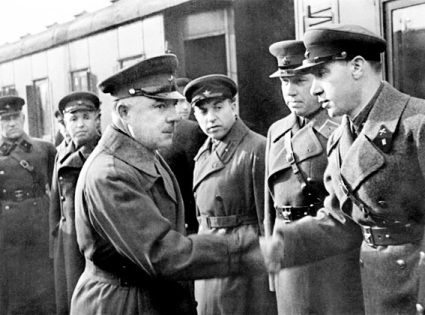
Kliment Voroshílov e Iliá Stárinov. 1937

Iliá Grigórievich Stárinov (ruso: Илья Григорьевич Старинов; 2 de agosto de 1900-18 de noviembre de 2000) fue un militar,  partisano y saboteador soviético. Stárinov fue creador de varios tipos de minas, las cuales se utilizaron en España y la Unión Soviética, además de instructor de partisanos, profesor de guerra partisana y tácticas de sabotaje en varias escuelas militares y de inteligencia de la URSS. Fue condecorado con muchas medallas,[¿cuántos?][¿cuál?] siendo llamado por sus estudiantes «abuelo de las fuerzas especiales».

## Biografía
Nació el 2 de agosto de 1900 en la aldea Voinovo (gobernación de Oriol, Imperio ruso) en el seno de una familia humilde. Su padre era controlador de vías ferroviarias, y su salario apenas alcanzaba para alimentar a su esposa y sus seis hijos, debido a lo cual desde muy pequeños todos los hermanos tuvieron que trabajar.

### Guerra Civil Rusa
El 18 de junio de 1918 fue llamado a filas de la Guerra Civil Rusa. Sirvió en el 20.º regimiento de la 3.ª División de fusileros. Luchó en el frente sur contra las tropas de Kornílov. En la ciudad de Korocha, gobernación de Kursk, quedó cercado y tomado prisionero, pero logró huir y se incorporó a los suyos. Después fue herido en la pierna. Ya recuperado fue incluido en la 27.ª compañía de zapadores del 9.º batallón de ingenieros. Luchó contra Denikin y Wrangel en Crimea, en el frente sur. A pie llegaron a Kerch. Después, a través del estrecho congelado, al Cáucaso del Norte, hasta la ciudad de Grozny.

### Guerra Civil de España
Durante la Guerra Civil de España, estaba directamente subordidado a Y.K. Berzin (Я.К. Берзин) y a sus lugartenientes Rodión Malinovski (Р.Я.Малиновский), K.A. Meretskov (К.А. Мерецков) y G.M. Stern (Г.М. Штерн). Pasó de consejero de partidas de saboteadores, a asesor del 14.º cuerpo de partisanos (3000 hombres). Actuaron en la región de Teruel, Zaragoza y en los alrededores de Madrid y Barcelona. Formó a los partisanos en la colocación y detonación de minas, tecnología y tácticas de diversión. Organizó escuelas en los alrededores de Valencia y en Jaén, donde preparó operaciones de diversión en gran escala. Su traductora fue A.K. Óbrucheva (А.К. Обручева) con la que se casó.
Realizó varias operaciones junto a sus camaradas españoles:
- En Granada hizo estallar una tubería de agua y voló un puente.
- Cerca de Córdoba puso fuera de servicio un túnel durante cinco días.
- Hacen descarrilar el convoy del estado mayor de aviación italiano.
- Cerca de Alicante , vuelan un puente sobre un río, colocando durante una noche una cocina en el centro del puente, llena de explosivos, y haciéndola volar.
- En las cercanías de Córdoba, hacen descarrilar un tren con tropas marroquíes.
- En un bosque en las cercanías de Madrid, incendiaron y destruyeron gran acumulación de municiones de los sublevados.
- Cerca de Zaragoza, con la aprobación de Dolores Ibárruri formaron el XIV Cuerpo de Ejército Guerrillero bajo el mando de Domingo Ungría.

### Segunda Guerra Mundial
Participó en la Guerra de Invierno desactivando minas en el Istmo de Carelia.

## Condecoraciones
- 2 Órdenes de Lenin
- 5 Órdenes de la Bandera Roja
- Orden de la Guerra Patria de 2.º grado
- Orden de la Amistad de la Pueblos
- Orden de la Revolución de Octubre
- Orden de Egorov (Checoslovaquia)
- 30 medallas de la URSS, Polonia, Checoslovaquia, Yugoslavia, Alemania y España